# قلعة مرادي
قلعة مرادي (بالفارسية: قلعه مرادي، تلفظ [Qal‘eh-e Morādī]) هي منطقة سكنية في محافظة فارس إيران التابعة لبلدة أشكنان مقاطعة لامرد.

## السكان
تقع هذه القرية في قسم كال وحسب تقديرات سنة 2006 كان مجموع عدد سكانها 147 نمسة يعيشون في 27 أسرة.